# Claudio Maria Celli
Claudio Maria Celli,  né le 20 juillet 1941 à Rimini (Émilie-Romagne, Italie), est un archevêque catholique italien. Il est président émérite du Conseil pontifical pour les communications sociales depuis 2016.

## Biographie
Il est ordonné prêtre le 19 mars 1965.
L'année suivante, il sort de l'Académie pontificale ecclésiastique et entame une carrière diplomatique dans les nonciatures apostoliques au Honduras (en), aux Philippines (en) et en Argentine (en).

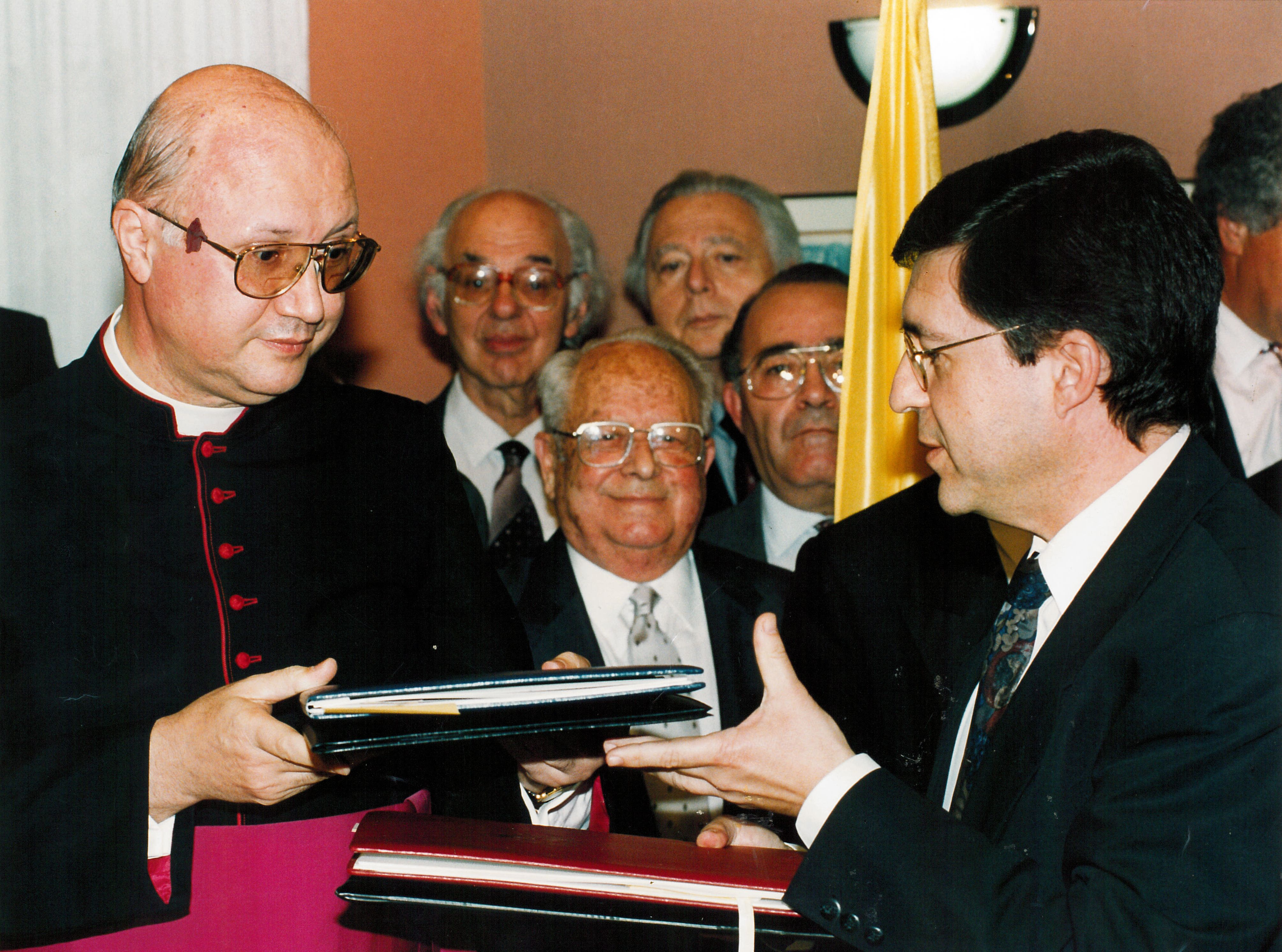
Claudio Maria Celli (à g.), et Yossi Beilin, ministre des Affaires étrangères d'Israël en 1993.

En 1990, il revient au Vatican pour devenir sous-secrétaire pour les relations avec les États au sein de la Secrétairerie d'État. Il reste cinq ans à ce poste où il permet notamment l'établissement de relations diplomatiques avec Israël, en 1993.
Le 16 décembre 1995, il est nommé secrétaire de l'Administration du patrimoine du siège apostolique (APSA) et archevêque du siège titulaire de Cluentum (de). Il reçoit la consécration épiscopale en fête de l'épiphanie, le 6 janvier suivant des mains de Jean-Paul II.
Le 27 juin 2007, il est nommé président du Conseil pontifical pour les communications sociales par le pape Benoît XVI, en remplacement du cardinal John Patrick Foley
En décembre 2012, il est à l'origine de la création du compte Twitter du Pape et c'est lui qui apporte la tablette numérique permettant à Benoît XVI d'envoyer « son » premier tweet.
Il est nommé membre de la congrégation pour l'évangélisation des peuples le 13 septembre 2014.
Il prend congé de ses fonctions de président du Conseil pontifical pour les communications sociales en juillet 2016 à la suite de la réorganisation des moyens de communications du Vatican notamment avec la création du secrétariat pour la communication. Il explique qu'il pourra ainsi se consacrer à la résidence Nazareth à Rome qui aide les étudiants brillants démunis.
Il fait partie des principaux négociateurs du Saint-Siège ayant permis à l'aboutissement d'un premier accord avec ce dernier et la république populaire de Chine qui ouvre la porte aux nominations d'évêques reconnus par les deux entités, il est particulièrement remercié par le pape François au retour de son voyage dans les pays Baltes.

## Distinction
- Grand officier de l'ordre du Mérite de la République italienne (27 novembre 1992 à l'initiative du président de la République[7])